# Concentratie (sport)
Concentratie is de bewuste ervaring van het uitoefenen van mentale kracht op het moment dat informatie zeer selectief wordt ervaren. Elementen van concentratie zijn aandacht en focus. Een bekende metafoor die gebruikt wordt om concentratie te omschrijven is de zogenaamde 'spot-light' metafoor. Deze wil zeggen dat concentratie maar op één mentale activiteit op een bepaald moment te richten is. Concentratie is een belangrijk begrip in de sportpsychologie omdat licht verlies van concentratie een grote impact kan hebben op de prestaties van sporters. Dit wordt goed weerspiegeld door wetenschappelijk onderzoek en zelf rapportage van sporters. Concentratie op het juiste moment is een cruciale component van een goede sportprestatie.
Uit het oogpunt van de praktiserend sportpsycholoog en om sportprestaties te verhogen is het van groot belang dat er een juiste identificatie is van een bruikbare en toepasbare modellen uit de wetenschappelijke literatuur. Een belangrijk onderwerp voor sporters is daarom het bestaan van een model van concentratie dat toegepast kan worden op sportsituaties. Daarbij moet dit model ook makkelijk te begrijpen zijn en is het gewenst dat het meer controle geeft over de concentratie eigenschappen van sporters in situaties waarin hoge prestaties verwacht worden. 

## Nideffers aandachtmodel
Robert Nideffer heeft het meest veelomvattende model over concentratie opgesteld (1976). Zijn model over concentratie heeft een grondslag in de vechtsport. Hij categoriseerde aandacht in twee sleutelelementen: intern en extern. Deze twee zijn beide weer opgedeeld in een brede en smalle focus. In deze context betekent extern de omgeving waar de sporter in handelt (het doel, de bal etc.), en intern verwijst naar processen binnen de sporter (gedachten, gevoelens etc.). Daarbij is het mogelijk dat de sporter zich richt op veel of weinig aanwijzingen uit de omgeving of uit de sporter zelf. Zo ontstaan vier mogelijke typen van concentratie: breed-extern, breed-intern, smal-extern, smal-intern. Bij extreme stress of zware druk, is een smal externe opdracht het beste. Het model van Nideffer is niet zuiver visueel maar omvat alle zintuiglijke ervaringen. 
Het model van Nideffer is later verder ontwikkeld door Moran (1996) die concentratie beschrijft als de behoefte om controle over de aandacht te hebben. Hij verklaart dit door middel van de opdeling van aandacht in selectieve en verdeelde aandacht. Selectieve aandacht suggereert dat de mens selectief is in de bronnen van informatie waar we ons op concentreren, deze vorm van concentratie wordt voornamelijk gebruikt in sporten als turnen en atletiek. Verdeelde aandacht houdt in dat we op meerdere stromen van zintuiglijke informatie tegelijk kunnen letten, deze vorm van concentratie wordt voornamelijk gebruikt in sporten als voetbal en basketbal.

## Concentratieproblemen
De meeste concentratie problemen in sport lijken te ontstaan doordat sporters falen in het richten van de aandacht op de juiste aanwijzingen of afgeleid worden door verkeerde aanwijzingen (deze kunnen zowel intern als extern zijn). Verschillende vormen van problemen met concentratie bij sporters zijn:
- Een verkeerde combinatie van aandacht; dit houdt in dat in een bepaalde situatie de verkeerde concentratie stijl van Nideffers model wordt gebruikt.
- Het ontbreken van de capaciteit om de juiste selectie van aandacht aan te nemen of te behouden.
- Een overvloed aan interne of externe aanwijzingen.
- Onvrijwillig smal-intern richten.
- Choking (verstikking); dit houdt in dat er zoveel externe druk komt te staan op de sporter dat het op dat moment onmogelijk is om concentratie te vinden en te behouden.

Het model van Nideffer wordt praktisch toegepast op sporters om hen te leren omgaan met problemen in concentratie. Sporters kan geleerd worden hun concentratie stijl in bepaalde situaties te vervangen door een andere stijl.

## De TAIS
De 'Test of Attentional and Interpersonal Style' (TAIS) is eveneens ontwikkeld door Nideffer. Deze test stelt sportpsychologen in staat om bepaalde concentratie eigenschappen te meten. De TAIS heeft een goede interne betrouwbaarheid en een goede test-hertest betrouwbaarheid. De TAIS wordt gebruikt om de eerder genoemde concentratie stijlen vast te stellen bij sporters.

## Training in concentratie
Concentratie is een eigenschap die getraind en verbeterd kan worden. Belangrijk daarbij is om op te merken dat deze eigenschap getraind kan worden in twee verschillende omgevingen, een sport gerelateerde omgeving en een niet sport gerelateerde omgeving. Voorbeelden van oefeningen om concentratie te verbeteren in een sport gerelateerde omgeving zijn: het gebruikmaken van de juiste aanwijzingen, positieve zelf-praat, afleidingstrainingen, visualisatie, het stellen van doelen, groepsdiscussies en leiderschapsactiviteiten. Voorbeelden van oefeningen in een niet sport gerelateerde omgeving zijn: passief denken, focussen en herfocussen in het heden, bewustzijnsoefeningen, flow bereiken en concentratie uit andere gebieden zoals meditatie.